# House Slippers
Albums de Joell Ortiz
Free Agent
(2011)
Singles
1. House Slippers
Sortie : 17 juin 2014
2. Music Saved My Life
Sortie : 22 juillet 2014

House Slippers est le troisième album studio de Joell Ortiz, sorti le 16 septembre 2014.
L'album s'est classé 5e au Top Rap Albums et 8e au Top Independent Albums et au Top R&B/Hip-Hop Albums. 5 876 exemplaires se sont écoulés aux États-Unis la semaine de sa sortie.
À l'origine, l'opus devait s'intituler Yaowa. En avril 2014, Ortiz dévoile le nouveau titre de son album, House Slippers, et s'en explique quelques mois plus tard en déclarant qu'il a changé de mode de vie (perte de poids, arrêt du tabac, réduction de sa consommation d'alcool) et que d'être assis dans son canapé, chaussons aux pieds (house slippers), est une situation qu'il trouve très confortable.

## Liste des titres
| No  | Titre                                                                                           | Contient un (des) sample(s) de | Durée |
| --- | ----------------------------------------------------------------------------------------------- | ------------------------------ | ----- |
| 1.  | House Slippers (Produit par Illmind)                                                            |                                | 3:17  |
| 2.  | Cold World (featuring Lee Carr – Produit par The Heatmakerz)                                    |                                | 2:57  |
| 3.  | Dream On (Produit par Illmind)                                                                  |                                | 3:50  |
| 4.  | Music Saved My Life (featuring B.o.B et Mally Stakz – Produit par The Heatmakerz)               | Juicy de The Notorious B.I.G.  | 3:31  |
| 5.  | Brothers Keeper (featuring Royce da 5'9", Joe Budden et Crooked I – Produit par The Heatmakerz) |                                | 5:25  |
| 6.  | Q & A (Produit par Frequency et Operator Emz)                                                   |                                | 4:23  |
| 7.  | Get Down (Produit par The Heatmakerz)                                                           | The Champ des Mohawks          | 3:06  |
| 8.  | Say Yes (featuring Sahlance – Produit par The Heatmakerz)                                       |                                | 3:27  |
| 9.  | Better Than (featuring Maino et Kaydence – Produit par Prafit et Illmind)                       |                                | 3:55  |
| 10. | Phone (featuring GiGi Daai – Produit par The Heatmakerz)                                        |                                | 3:49  |
| 11. | Candy (featuring Mally Stakz – Produit par The Heatmakerz)                                      |                                | 3:32  |
| 12. | Crack Spot (Produit par Gnyus)                                                                  |                                | 3:45  |